# Ángel Losada Gómez
Ángel Losada Gómez (Santander, España 1908-2004) fue un empresario español, fundador de la cadena mexicana de autoservicios Gigante en 1962 y la cadena de restaurantes Tok's Restaurantes en 1971, así junto con la empresa operadora Grupo Gigante en México.

## Biografía
Ángel Losada Gómez nació en el año 1908 en la ciudad de Santander, España.
En el año de 1923 el empresario de origen español viaja a Veracruz, México para formar una familia y un nuevo negocio comercial, que posteriormente en el año 1940 se muda la ciudad de Apan, en el estado de Hidalgo bajo el nombre "La Comercial",donde ofrecería como venta: semilla de cebada, que empleaban las fábricas de malta de la zona para la elaboración de cerveza artesanal.
Viaja en el barco llamado "Cristóbal Colón" para llegar a México.
Durante el año 1962 genera un nuevo modelo de negocio comercial llamándolo "Gigante", por lo que abre el primer autoservicio en México bajo este nuevo nombre y nuevo modelo de tienda, principalmente en la Ciudad de México, en Mixcoac como Gigante Mixcoac, siendo uno de los más grandes de Latinoamérica, contando con 64 departamentos, 250 empleados de tienda y 65 de oficina.
Posteriormente a esto, en 1965 abre su segunda ubicación, esta vez en la colonia Polanco, de nueva cuenta en la Ciudad de México, como Gigante Polanco, además de abrir en el mismo espacio las oficinas corporativas de Gigante. Durante el año 1971 Ángel Lozada Gómez funda la cadena de Restaurantes llamada "Tok's" en la misma ubicación de Polanco, en la Ciudad de México.
En 1976 el Ateneo de Santander le distinguió como “Montañés del año” en un posterior homenaje en el Palacio de La Magdalena.
En 1977 adquiere a la cadena local de Guadalajara, Jalisco, de nombre comercial Maxi, así como posteriormente adquiere la cadena local Suksa, en 1988 Ángel Losada Gómez adquiere la cadena de autoservicios regiomontana Astra y Autodescuento, con ubicaciones en Monterrey, Nuevo León y San Luis Potosí. En el año 1992 Ángel Losada Gómez adquiere una cantidad de 57 unidades de los "Almacenes Blanco" al interor de la república mexicana, por lo que constituyó un depósito de garantía de unos 150 millones de pesos (mdp) que se destinarían a cubrir deudas no pagadas por parte de Blanco y que pagaría un interés de Cetes a 28 días por dos, a lo cual tiempo después el dueño de Blanco, el empresario español Estanislao Blanco Caldevilla demandaría a Gigante y al empresario Ángel Losada Gómez, dueño de Gigante.
Es hasta el año de 2004 que acaba sus últimos días de vida en su natal ciudad de Santander, en España, por lo que Gigante cambia de dueño como cargo de Ángel Losada Moreno, su hijo y su principal heredero; y como consejero, Braulio Arsuaga Losada.
Durante 2007 se venden la cantidad de 197 establecimientos de la cadena Gigante, ubicadas al interior de la república mexicana a Organización Soriana, deshaciéndose por completo del legado comercial que había formado parte del empresario español Ángel Losada Gómez en México.